# جک هورنر (دیرینه شناس)
جان آر. هورنر (زادهٔ ۱۵ ژوئن ۱۹۴۶ در مونتانا) مشهور به جک هورنر دیرینه‌شناس آمریکایی فاقد مدرک عالی تحصیلی است که دایناسوری به‌نام مایاسور را نخستین‌بار کشف و نام‌گذاری کرد. کشف مایاسور، اولین شواهد پیرامون مراقبت برخی دایناسورها از فرزندانشان را ارائه نمود.

هورنر یکی از برترین دیرینه شناسان مشهور دنیاست و علاوه بر اکتشافات بسیارش، به عنوان مشاور تخصصی در مجموعه فیلم‌های پارک ژوراسیک فعالیت کرده، در فیلم دنیای ژوراسیک نقش پررنگی داشته و حتی تاحدود زیادی الهام‌بخش عوامل فیلم در خلق شخصیت دکتر آلن گرانت بوده‌است.

او در دانشگاه مونتانا تحصیل و به‌طور افتخاری دکترای علوم دریافت کرده‌است.

هورنر در ژانویهٔ ۲۰۱۲ با ونسا شیان ویور ازدواج کرد.

## زندگی و کار
هورنر در شلبی متولد و بزرگ شد. تنها هشت سال داشت که اولین استخوان دایناسورش را پیدا کرد. وی هفت سال در دانشگاه مونتانا به تحصیل در زمین‌شناسی و جانورشناسی پرداخت. سپس طی جنگ ویتنام، دو سال را در صف نیروهای ویژه نیروی دریایی ایالات متحده سپری کرد. هورنر به‌علت خوانش‌پریشی شدیدش نتوانست دوره کارشناسی (لیسانس) را به پایان برساند. با این‌حال پایان‌نامه ارشد دشواری را در Bear Gulch Limestone در مونتانا، که یکی از مشهورترین لاگشتاته‌های می‌سی‌سی‌پی در دنیاست، تکمیل کرد. (لاگشتاته به منطقه‌ای گفته می‌شود که سنگواره‌ها در آن از درجه حفظ‌شدگی بالایی برخوردارند)

هورنر در سال ۱۹۸۶ از دانشگاه مونتانا دکترای افتخاری علوم دریافت کرد و هم‌چنین موفق به دریافت کمک‌هزینهٔ مالی نبوغ (بورسیهٔ مک آرتور) شد.

در اواسط دههٔ ۱۹۷۰، هورنر و دستیار تحقیقاتی‌اش Bob Makela، یک سایت فسیلی را کشف کردند که آشیانهٔ یک کلونی از سردهٔ جدید دایناسورها تحت عنوان مایاسور (به معنای مارمولک مادر خوب) بود.